# Veun Kham
Veun Kham là một bản ở phía nam muang Khong tỉnh Champasak, CHDCND Lào 
Ban Veun Kham ở sát biên giới với Campuchia. Đây cũng là điểm cuối của Quốc lộ 13 (Lào), có cặp cửa khẩu quốc tế nối sang Quốc lộ 7 (Campuchia).
Bản ở phía đông nam thác chính Khon Phapheng của tổ hợp thác Khon, trên bờ phía đông của dòng sông và là điểm cuối phía nam của khu vực Si Phan Don (theo tiếng Lào nghĩa là Bốn Ngàn Đảo). Khoảng cách đến đảo Don Khong là 30 km.
Thị trấn Stung Treng của Campuchia gần nhất cách đó 57 km.

## Cửa khẩu Nong Nokkhien
Tại phía đông nam bản có cửa khẩu Nong Nokkhien 13°56′03″B 106°01′21″Đ / 13,934165°B 106,022574°Đ, thông thương với cửa khẩu Trapeang Kriel tỉnh Stung Treng, Campuchia .
Tên trước đây của các cửa khẩu là cửa khẩu Veun Kham bên phía Lào, và cửa khẩu Dong Kralor bên phía Campuchia.
Tháng 4/2009 giới chức hai nước khai trương nâng cấp lên cửa khẩu quốc tế, và đặt tên là cửa khẩu Nong Nokkhien (tên trên biển hiệu là Nong Nokkhiene) bên phía Lào, và cửa khẩu Trapeang Kriel (hoặc Trapeang Kreal) bên phía Campuchia .
Tại cả hai cửa khẩu đường bộ đều có cấp thị thực Visa on arrival cho khách nước ngoài.
Về hành chính còn có cặp cửa khẩu đường sông trên sông Mekong, tuy nhiên cửa khẩu này không mở cửa cho khách nước ngoài.

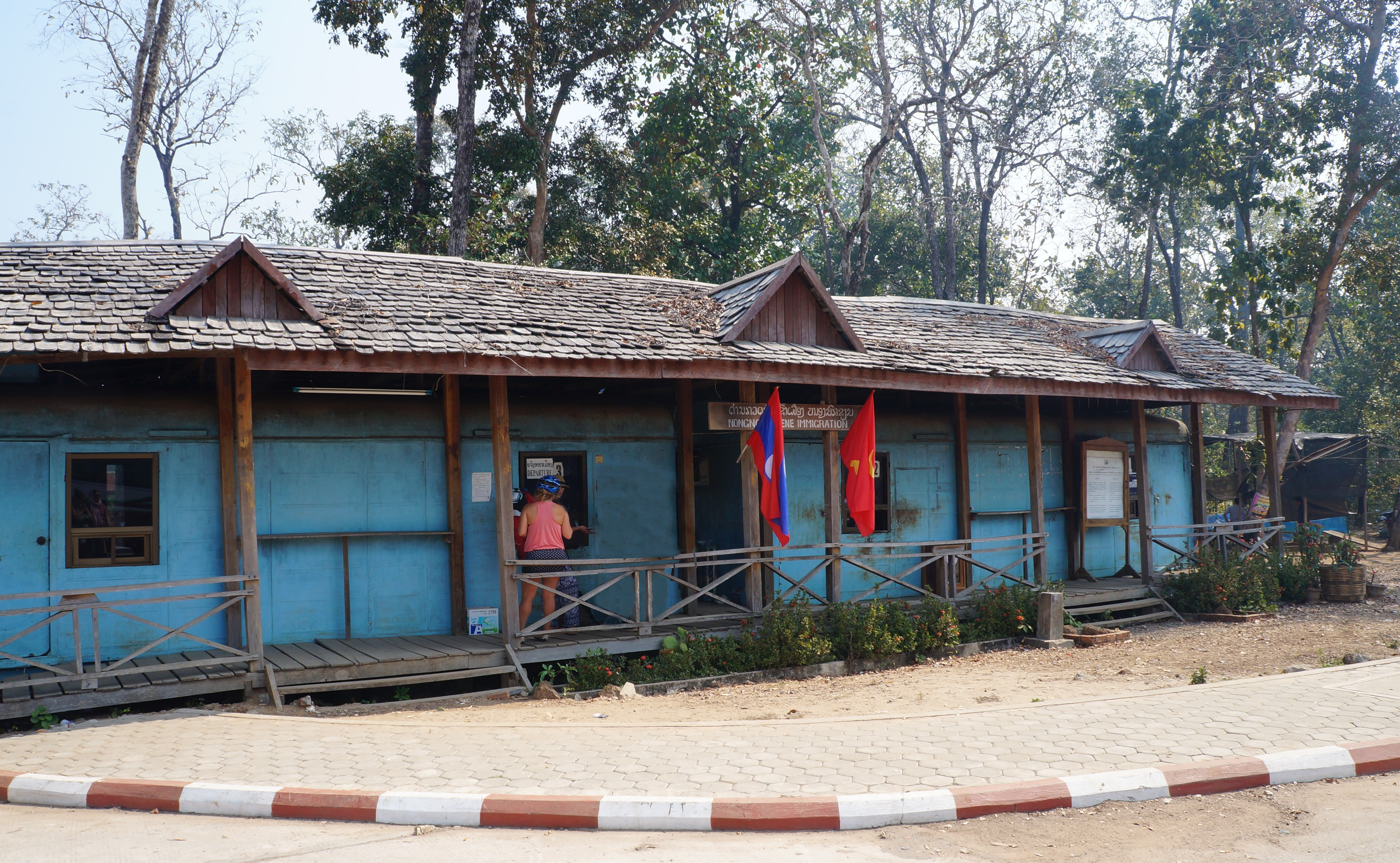
Nhà checkpoint Nong Nokkhien, 2014
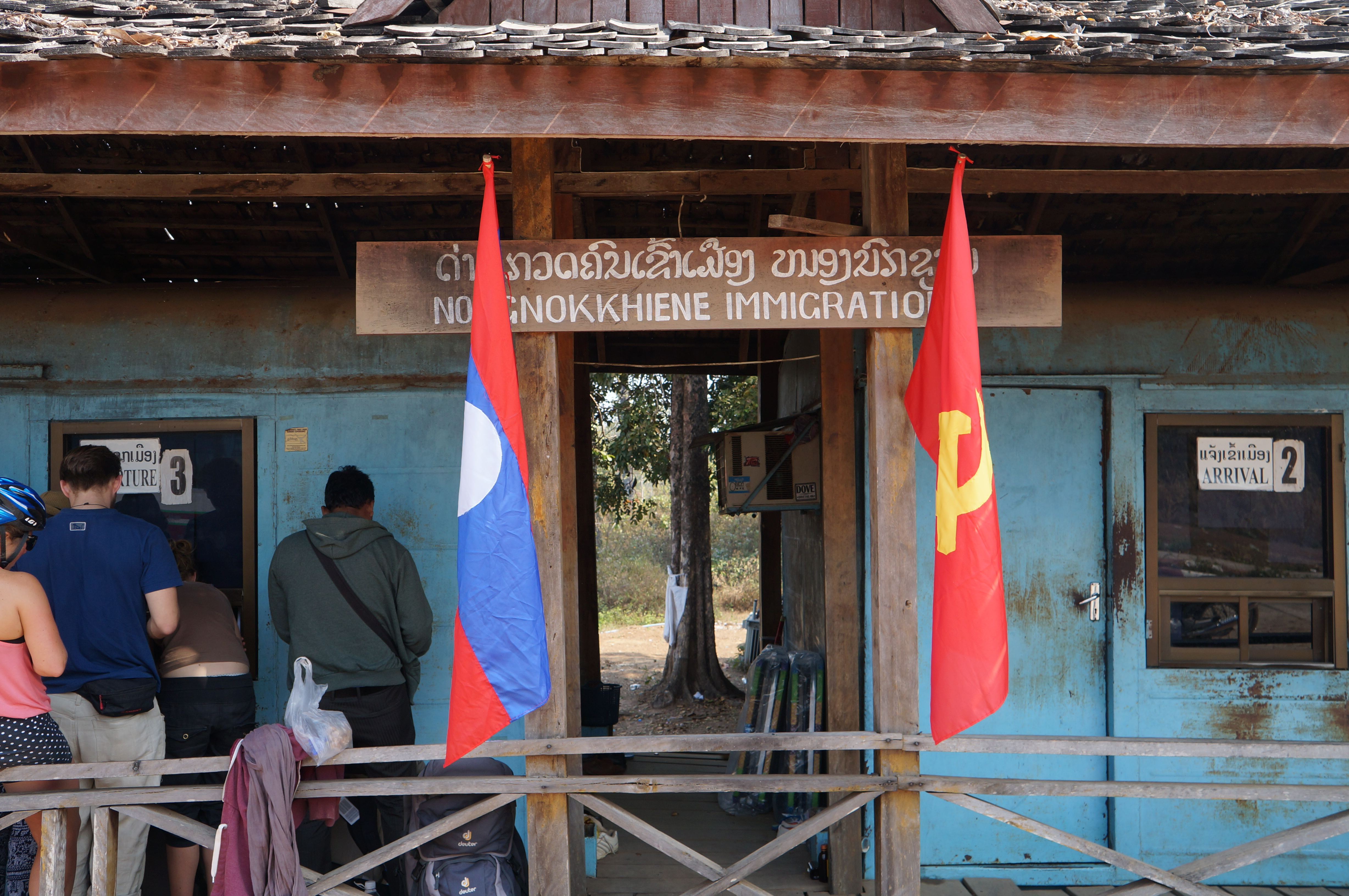
Nhà checkpoint Nong Nokkhien, 2014
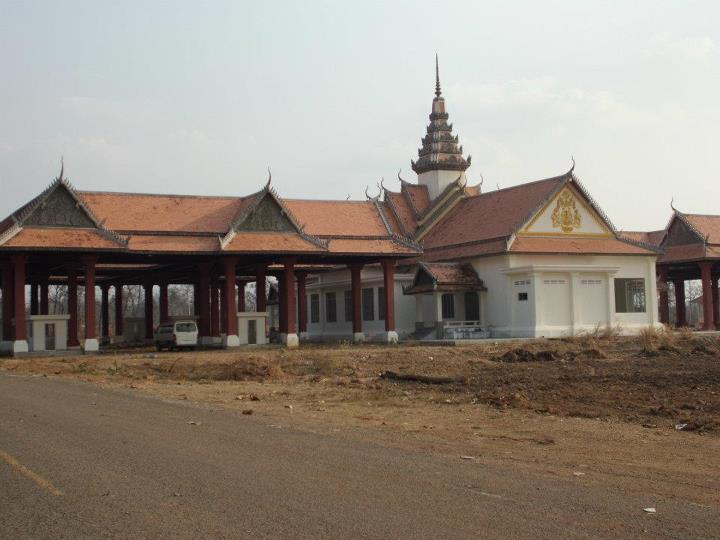
Nhà checkpoint Trapeang Kriel xây năm 2011
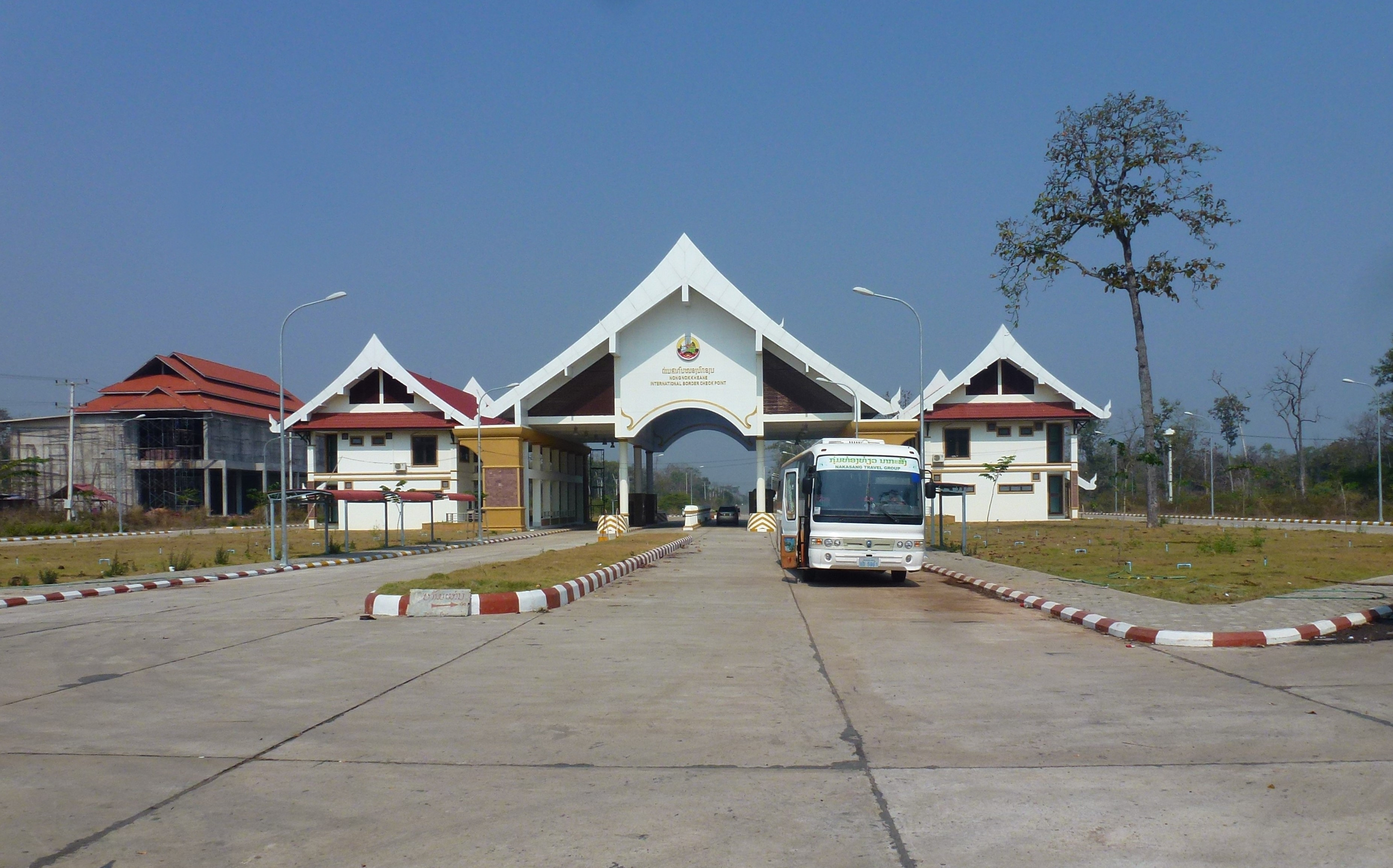
Nhà checkpoint Trapeang Kriel, 2014